# Knallharte Jungs
Knallharte Jungs ist eine deutsche Filmkomödie aus dem Jahr 2002. Er ist die Fortsetzung von Harte Jungs (2000).

## Handlung
Flo spricht seit zwei Jahren mit seinem besten Stück und hat sich mittlerweile in Maja verliebt. Als sein Penis ihn jedoch vor den Augen seiner Freundin zu einem sexuellen Übergriff auf eine Lehrerin drängt, gerät die Beziehung in die Krise. Flos Freund Red Bull hat jedoch eine Lösung. Flo arbeitet als Pfleger für Majas Großmutter, die sich extrem kritisch und schlecht gelaunt präsentiert. Aus Liebe zu Maja ignoriert Flo dies, aber der Fund eines Pornoheftes führt zur Kündigung. Red Bull gibt jedoch nicht auf. Er verkleidet sich als Wanda und ersetzt eine verletzte Spielerin in Majas Hockey-Team. Er erzählt dem Mädchen, wie toll Flo sei. Daraufhin bereut Maja ihren Entschluss und verabredet sich mit Flo. Dieser bringt auf Raten seines Freundes ein Austernpulver als Aphrodisiakum mit zum Date und schüttet es heimlich in Majas Essen. Seine Freundin ist jedoch allergisch gegen Meeresfrüchte und muss ins Krankenhaus eingeliefert werden. Nach einer erneuten Versöhnung lädt Maja Flo zum 99. Geburtstag ihrer Großmutter ein. Während der Feier verführt ihre Tante Flo auf der Toilette, wo Maja sie beim Vorspiel erwischt. Flo ist nun so verzweifelt, dass er sich seinen Penis abhacken will. Maja kann dies im letzten Moment verhindern und nun funktioniert die Beziehung endlich ohne sexuellen Druck.

## Kritiken
„Primitive Blödel-, Sex- und Fäkalklamotte, die die abgestandensten Geschlechter-Rollenklischees bestärkt; obszön ist vor allem die berechnende Haltung von Regisseur und Produzent, die für schnelle Lacher auf jeden greifbaren sexistischen Kalauer zurückgreifen.“

## Auszeichnungen
Knallharte Jungs gewann 2002 den deutschen Comedypreis in der Kategorie „beste Kino-Komödie“. Außerdem gewann Axel Stein den Preis für den „besten Newcomer“ (auch für seine Rolle in Hausmeister Krause und Feuer, Eis und Dosenbier).

## Sonstiges & Running Gags
- Red Bull versucht immer wieder den Porno-Film „Wanda treibt's mit Wuppertal“ zu sehen, wird aber stets dadurch gestört, dass jemand bei ihm klingelt. Im späteren Filmverlauf verkleidet er sich dann als Mädchen und nimmt den Namen Wanda an, die natürlich aus Wuppertal kommt.
- Jedes Mal wenn jemand bei Red Bull klingelt, vergisst er die Lotion wegzustellen, die er für das Masturbieren verwenden möchte. Er versteckt sie dann stets hinter seinem Rücken oder sagt, er habe trockene Hände.
- Eigentlich plante Red Bull, sich nur für Florian bei den Mädchen einzuschleusen. Dann bemerkt er aber, dass er viel mehr persönlichen Nutzen daraus ziehen kann, bis die eigens gespielte „Wanda“ ihm schließlich sogar zu einer Freundin verhilft.
- Nina Eichinger, die Tochter von Bernd Eichinger, der den Film produzierte, hatte eine Nebenrolle als Mitglied des Hockeyteams, in das sich Red Bull einschleust.